# 皇明監國魯王壙誌
皇明監國魯王壙誌是明朝末年，南明魯王朱以海（1618-1662）的墓誌。1959年於金門出土。 此壙誌內容記載魯王生平，於2011年被文化部文資局指定為國寶。

## 發現經過
1959年金門國軍在金門城郊古崗湖附近進行炸山採石及建構軍事工程時，意外發現一座古墓，後來證實是明太祖第十子魯荒王朱檀的九世孫、魯肅王朱壽鏞之子，後人稱南明魯王朱以海的墓。
根據〈發現皇明監國魯王墓記〉敘述，1959年8月19日，金門國軍在舊金門城外進行炸山採石的工程。在一次引爆後，露出一塊原本埋於地下的石碑，在現場作業的軍官繼續往下挖掘，於往下一公尺處發現了壙蓋及整座無刻文的石碑（文章作者當時推測為墓碑），確定發現一座由三合灰砌成的堅固古墓。
8月22日，作業的軍官先在石碑後鑿洞進入檢視，於其內找到另一塊石碑；這塊石碑高63.5公分，寬47公分，厚5公分，由玄武岩製成。經簡單清洗後發現碑上刻有「皇明監國魯王壙誌」的字樣，於是「皇明監國魯王壙誌」正式被發現，也確定這座古墓為南明魯王朱以海的壙墓。
之後金門縣政府、相關學者、當地仕紳與軍方高層成立處理小組，進一步挖掘及維護此魯王壙墓，並將相關出土文物交付金門縣政府保管。「皇明監國魯王壙誌」則運到臺灣移撥給國立歷史博物館典藏。

## 歷史意義
在魯王壙誌出土之前，諸多史料或野史都流傳鄭成功「沈魯王於南澳」、「遷魯王於澎湖」等傳言，或指稱鄭成功與魯王不合，甚至將他殺害。因為「皇明監國魯王壙誌」在1959年出土，修正魯王生平相關的歷史誤差，壙誌銘文明確記載魯王過世的原因與時間楚「……魯王素有哮疾，壬寅十一月十三日中痰而薨。」，推翻明史所載被鄭成功使人將魯王沉溺海中的說法，澄清了其對明朝王室不敬並謀殺魯王的傳言謬誤。  因其對南明歷史與17世紀台灣明鄭時期的研究提供具文化與學術意義的一手史料，於2011年被指定為國寶。